# Vitalij Hoškoderja
Vitalij Valerijovyč Hoškoderja (in ucraino Віталій Валерійович Гошкодеря?; Donec'k, 8 gennaio 1988) è un calciatore ucraino, centrocampista del Feniks-Mariupol'.

## Caratteristiche tecniche
È un mediano che può giocare anche al centro della difesa.

## Carriera
Cresciuto nel settore giovanile dello Šachtar, dal 2004 al 2009 ha disputato 41 incontri con la terza squadra del club. Ha disputato oltre 100 incontri nella massima divisione ucraina, di cui più della metà con l'Olimpik Donec'k.

## Palmarès

### Club
- Campionato kazako di seconda divisione: 1

Oqjetpes: 2018